# شبگرد بیتس
شبگرد بیتس (نام علمی: Caprimulgus batesi) نام یک گونه از تیره شبگردان است.